# ビッグ・バーン (ディスカウントストア)
ビッグ・バーンとは、かつてジャスコが展開していたディスカウントストア。「ザ・ビッグ」とは無関係である。

## 概要
ジャスコが有望分野として展開を始めたディスカウントストア業態。1981年（昭和56年）12月、長野県松本市のディスカウントストア「サンアイ」（後のビッグ・バーン信州）と業務提携したことを契機に、ジャスコはサンアイの5店舗を引き継ぎディスカウント事業へ参入した。
サンアイは1985年（昭和60年）に商号を「ビッグ・バーン」へ変更。1987年（昭和62年）に「ビッグ・バーン信州」へと商号変更、新会社「ビッグ・バーン」が設立された。1990年（平成2年）8月にはジャスコ本部に「DS事業部」が発足。ビッグ・バーン信州は、1993年（平成5年）8月に長野県内でホームセンターを展開していた「ジョイハウス」を合併。ただ、小規模な店舗規模や競争店の出現により業績が悪化、不採算店を順次閉店し、1996年（平成8年）2月に残りの6店舗を信州ジャスコへと譲渡し、ビッグ・バーン信州は解散した。
最盛期の店舗数は、ビッグ・バーン信州18店舗、ビッグ・バーン6店舗、ジャスコDS事業部7店舗。ビッグ・バーン信州とジャスコDS事業部の店舗は主に業態変更による店舗だった。
1998年8月17日に閉店した高島店（岡山市）を最後に消滅した。
なお長野県での店舗展開は信州ジャスコを参照。

## 沿革
- 1987年（昭和63年）2月19日 - ビッグ・バーン1号店としてべふ店（兵庫県加古川市）が開業。
- 1992年（平成4年）2月 - 新会社として設立されたビッグ・バーンが会社を清算[1]。
- 1993年（平成5年）8月21日 - ビッグ・バーン信州とジョイハウスが合併[4]。
- 1996年（平成8年）2月 - ビッグ・バーン信州が解散[1]。店舗は信州ジャスコへ譲渡[1]。
- 1998年（平成10年）
  - 8月17日 - 高島店（岡山市）が閉店しブランドが消滅[3]。
  - 8月20日 - ジャスコDS事業部が解散[5]。